# Phyllogomphoides pedunculus
Phyllogomphoides pedunculus är en trollsländeart som beskrevs av Jean Belle 1984. Phyllogomphoides pedunculus ingår i släktet Phyllogomphoides och familjen flodtrollsländor. Inga underarter finns listade i Catalogue of Life.